# Hans Beckers
Pour les articles homonymes, voir Beckers.
Hans Beckers, né le 17 février 1892 à Alsdorf, mort en 1971 à Düsseldorf, était un marin et militant pacifiste allemand, animateur d'une mutinerie dans la marine impériale allemande en 1917.

## Marin et mutin

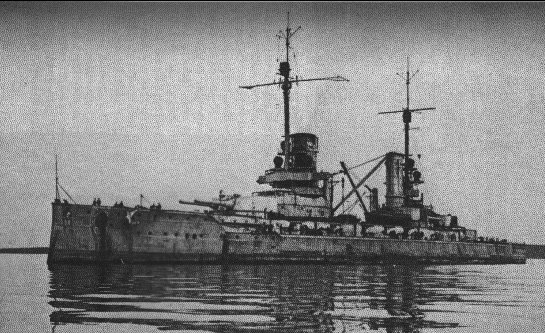
Le cuirassé SMS Prinzregent Luitpold

Albin Köbis et le « mouvement révolutionnaire des matelots », timbre-poste d'Allemagne de l'Est, 1967

et le « mouvement révolutionnaire des matelots », timbre-poste d'Allemagne de l'Est, 1967

Hans Beckers naît en 1892 à Alsdorf, petite ville du bassin minier rhénan, dans l'Empire allemand. La principale entreprise est une mine de charbon, la fosse Anna (de), exploitée depuis 1854. Il travaille comme mineur puis, en 1912, est appelé à faire son service militaire dans la marine impériale où il travaille comme chauffeur, poste qu'il occupe encore pendant la Première Guerre mondiale.
Après la coûteuse bataille du Skagerrak (31 mai-1er juin 1916), la flotte de surface allemande, forte de 56 navires, ne fait que de rares sorties hors de ses ports, sachant qu'elle ne survivrait pas à une nouvelle confrontation avec la Royal Navy. Les deux dernières opérations, en août 1916 et mars 1917, n'engagent que deux unités chacune. L'inaction s'accompagne d'une détérioration du moral des matelots et certains sont condamnés pour avoir critiqué le système impérial. Au printemps 1917, les officiers durcissent encore la discipline et, au moindre motif, injurient les matelots et les condamnent à des exercices épuisants. Les rapports entre supérieurs et marins sont tendus et à la limite de l'hostilité. En avril et mai 1917, des matelots mécontents comme Albin Köbis, Willy Sachse (en), Wilhelm Weber et Max Reichpietsch (en) commencent à s'organiser en petits groupes. Le 31 mai 1917, à Kiel, 50 matelots et soldats remettent au député social-démocrate Otto Landsberg un manifeste intitulé « Les exigences du peuple allemand ». Le journal clandestin Spartakusbriefen, socialiste et pacifiste, circule parmi les équipages.
Depuis le printemps 1916, Hans Beckers sert à bord du cuirassé SMS Prinzregent Luitpold qui a la réputation d'être une « boîte pour criminels » et où les hommes sont particulièrement mal traités. Il en parle dans une lettre à sa mère qui est saisie par la censure postale : il est condamné à 10 jours d'arrêts. Les matelots, comme les civils, souffrent de privations alimentaires. Dans une lettre, Beckers se plaint de la nourriture à base de légumes secs et de rutabagas tandis que les officiers ont des repas abondants avec musique de gramophone, champagne et cigares.
Au début d'août 1917, une mutinerie éclate à bord des cuirassés SMS Prinzregent Luitpold et SMS Friedrich der Große. Les meneurs, dont Hans Beckers, sont arrêtés et condamnés à mort le 26 août 1917. Beckers adresse une demande de grâce à l'amiral Reinhard Scheer : habilement, il l'écrit sur le mode patriotique en appelant l'amiral « vainqueur du Skagerrak ». Lui, Weber et Sachse voient leur peine commuée en 15 ans de travaux forcés tandis que Köbis et Reichpietsch sont fusillés le 5 septembre 1917 sur le champ de tir de la lande de Wahn (de) près de Cologne.

## Après la guerre

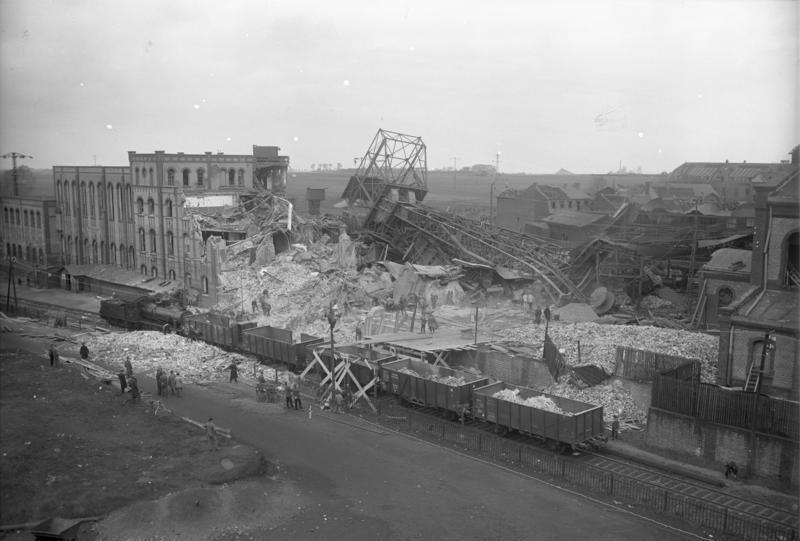
La catastrophe de la mine d'Alsdorf, 1930

En novembre 1918, le mécontentement s’accroît contre le régime de Guillaume II qui a conduit l'Allemagne à la défaite. La mutinerie de la flotte de Kiel donne le signal de la révolution de Novembre qui renverse le régime impérial. Hans Beckers est libéré et, sous la république de Weimar, ouvre une librairie à Alsdorf, sa ville natale. Il adhère au Parti social-démocrate et, à partir de 1928, joue un rôle actif dans le mouvement pacifiste. En 1928, il publie ses souvenirs sous le titre Wie ich zum Tode verurteilt (« Comment j'ai été condamné à mort ») avec une préface de Kurt Tucholsky. En 1930, il joue son propre rôle dans la pièce de théâtre Des Kaisers Kuli (« Le Coolie de l'empereur ») de Theodor Plievier, mise en scène par Erwin Piscator, qui évoque les conditions de vie misérables des matelots. Le metteur en scène Ernst Toller utilise, entre autres sources, le livre de souvenirs de Beckers dans son spectacle historique Feuer aus den Kesseln (« Le Feu aux chaudières »).
Sous le régime nazi, Beckers est de nouveau emprisonné, son livre interdit et inscrit sur la « liste des ouvrages nuisibles et indésirables ».
Après 1945 et jusqu'à sa retraite, il travaille comme archiviste à la Confédération allemande des syndicats. Dans les années 1950, il s'engage dans les débats sur le réarmement allemand (de) et participe à plusieurs rassemblements pacifistes en Rhénanie-Westphalie.
Son livre est réédité en 1960, 1986 et 2015. Il meurt à Düsseldorf en 1971. Ses documents personnels sont rassemblés par Werner Ortmann, un ami de la famille, et légués à la Fondation Friedrich-Ebert.

## Sources et bibliographie
- (de) Cet article est partiellement ou en totalité issu de l’article de Wikipédia en allemand intitulé « Hans Beckers (Matrose) » (voir la liste des auteurs) dans sa version du 7 avril 2017.
- Christoph Regulski, Lieber für die Ideale erschossen werden, als für die sogenannte Ehre fallen, marixverlag, Wiesbaden, 2014